# Sissa
Sissa (emilián nyelven Sèsa) település Olaszországban, Emilia-Romagna régióban, Parma megyében. Lakosainak száma 4201 fő (2013. december 31.). Sissa Gussola, Martignana di Po, San Secondo Parmense, Torricella del Pizzo, Torrile, Trecasali, Colorno és Roccabianca községekkel határos.

## Népesség
A település lakossága az elmúlt években az alábbi módon változott:
| Lakosok száma | 3946 | 4286 | 4311 | 4265 | 4201 |
|               | 2001 | 2009 | 2010 | 2011 | 2013 |